# Real (Penalva do Castelo)
Real ist eine Gemeinde (Freguesia) im portugiesischen Kreis Penalva do Castelo. In ihr leben 244 Einwohner (Stand 19. April 2021).